# Lilla Stentjärnen, Västergötland
Lilla Stentjärnen är en sjö i Göteborgs kommun i Västergötland och ingår i Göta älvs huvudavrinningsområde. Lilla Stentjärnen ligger i Vättlefjäll Natura 2000-område.